# Sporisorium moniliferum
Sporisorium moniliferum är en svampart som först beskrevs av Ellis & Everh., och fick sitt nu gällande namn av L. Guo 1990. Sporisorium moniliferum ingår i släktet Sporisorium och familjen Ustilaginaceae.   Inga underarter finns listade i Catalogue of Life.